# پاسکال لوژیه
پاسکال لوژیه (انگلیسی: Pascal Laugier؛ زادهٔ ۱۶ اکتبر ۱۹۷۱) فیلم‌نامه‌نویس و کارگردان فیلم اهل فرانسه است. از فیلم‌هایی که وی ساخته‌است، می‌توان به شهدا اشاره نمود.